# Les Gayeulles (métro de Rennes)
Pour les articles homonymes, voir Gayeulles.
Les Gayeulles est une station de la ligne B du métro de Rennes, située dans le quartier de Maurepas à Rennes dans le département français d'Ille-et-Vilaine en région Bretagne.
Mise en service en 2022, elle est conçue par le cabinet d'architectes Atelier Schall.
C'est une station, équipée d'ascenseurs, qui est accessible aux personnes à mobilité réduite.

## Situation sur le réseau
Établie en souterrain (tunnel profond) sous l'intersection des rues Guy Ropartz et du 19 mars 1962, la station Les Gayeulles est située sur la ligne B, entre les stations Gros-Chêne (en direction de Gaîté) et Joliot-Curie - Chateaubriand (en direction de Viasilva).

## Histoire
La station Les Gayeulles est mise en service le 20 septembre 2022, lors de l'ouverture à l'exploitation de la ligne B. Son nom a pour origine le parc des Gayeulles, situé à proximité.
L'architecture de la station est un prolongement en souterrain de celui du parc relais en surface : les façades orange se prolongent sur les murs de la station jusqu'aux quais.
Initialement appelée Le Gast, du nom du centre commercial voisin, la future station est rebaptisée Les Gayeulles en février 2011 après consultation des usagers. La station est réalisée par les architectes de l'Atelier Schall,, qui ont dessiné une station, dont les quais sont situés à 14,2 mètres sous la surface et surmontée d'un parc relais dessiné par ces mêmes architectes, et sur deux niveaux, : une salle des billets au niveau -1 et les quais au niveau -2.
La construction de la station a commencé le 23 mars 2015,. Elle a nécessité la démolition de l'immeuble le « Balleroy » fin 2013, et sa construction s'inscrit dans le renouvellement urbain du quartier,,. Cet immeuble accueilli un musée éphémère à l'automne 2011.
Le forage des pieux a lieu fin 2015 suivi début 2016 par le début du terrassement de la station ; en 2017, le gros œuvre commence et s'achève mi-2018,.
Elle est la neuvième et dernière station atteinte par le tunnelier « Elaine », le 16 décembre 2017, en venant de la station Gros-Chêne. Le tunnelier est reparti à une date indéterminée pour parcourir les 600 mètres qui le sépare de sa destination finale, le puits de sortie du boulevard de Vitré, qu'il atteindra le 28 février 2018 et où il sera finalement démonté. Il était prévu à l'origine de construire cette station en tranchée couverte, le tunnelier aurait alors fini son travail dans un puits de sortie placé avant la station en venant du centre-ville.
L'élévation du parc relais débute en 2019. Le second œuvre commence dans la foulée pour s'achever en octobre 2020 pour la station et en décembre pour le parc relais. Les aménagements extérieurs et les finitions de la station s'achèvent  à l'été 2021,.

## Service des voyageurs

### Accès et accueil
La station est accessible depuis le rez-de-chaussée du parc relais qui est construit au-dessus. Le hall d'accès permet d'accéder aux escaliers fixes et mécaniques et aux ascenseurs.
La station est équipée de distributeurs automatiques de titres de transport et de portillons d'accès couplés à la validation d'un titre de transport, afin de limiter la fraude. La décision a été confirmée lors du conseil du 30 avril 2015 de Rennes Métropole.

Les accès et les environs la station
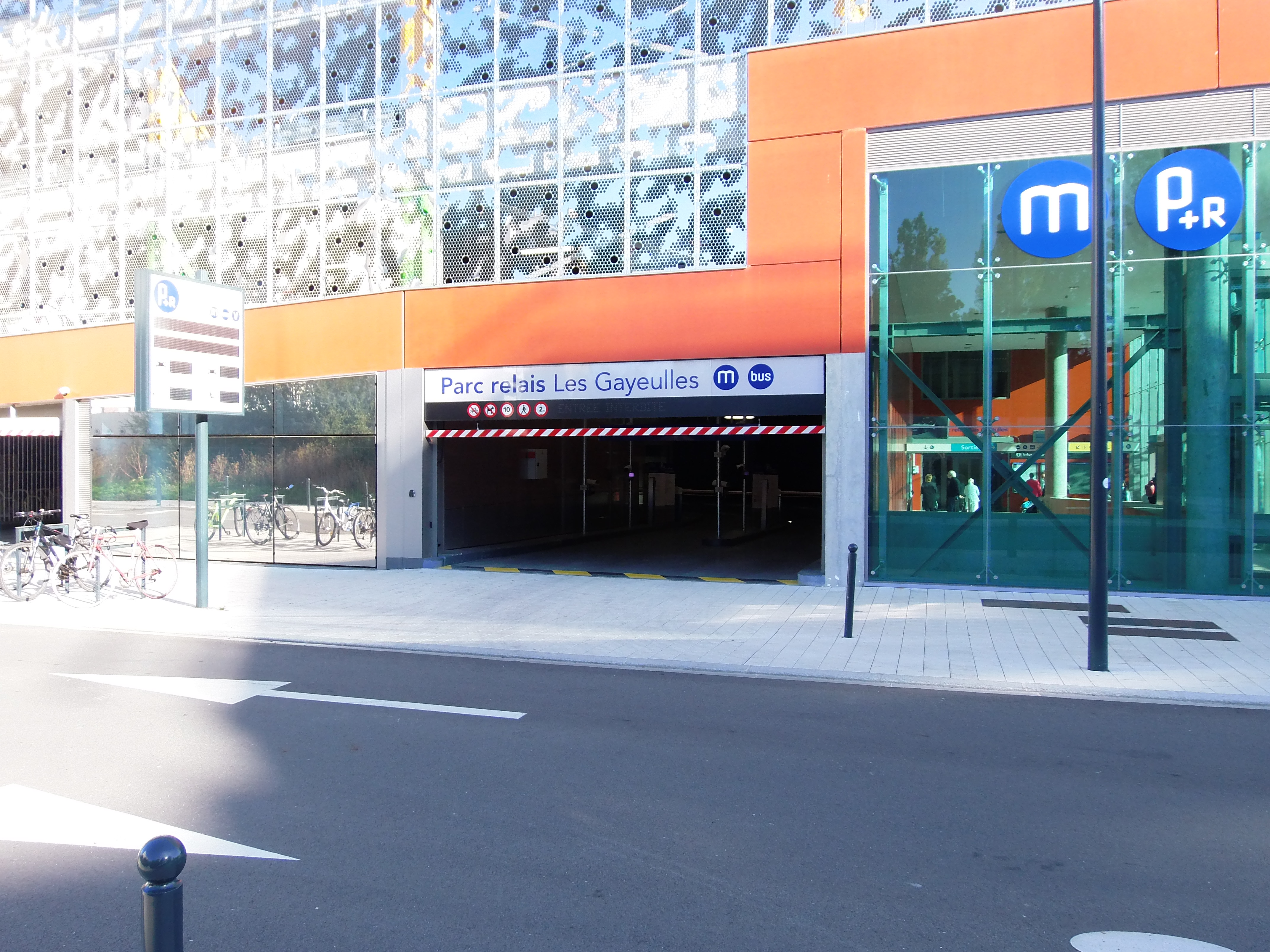
La couleur orange est un trait d'union entre la façade...
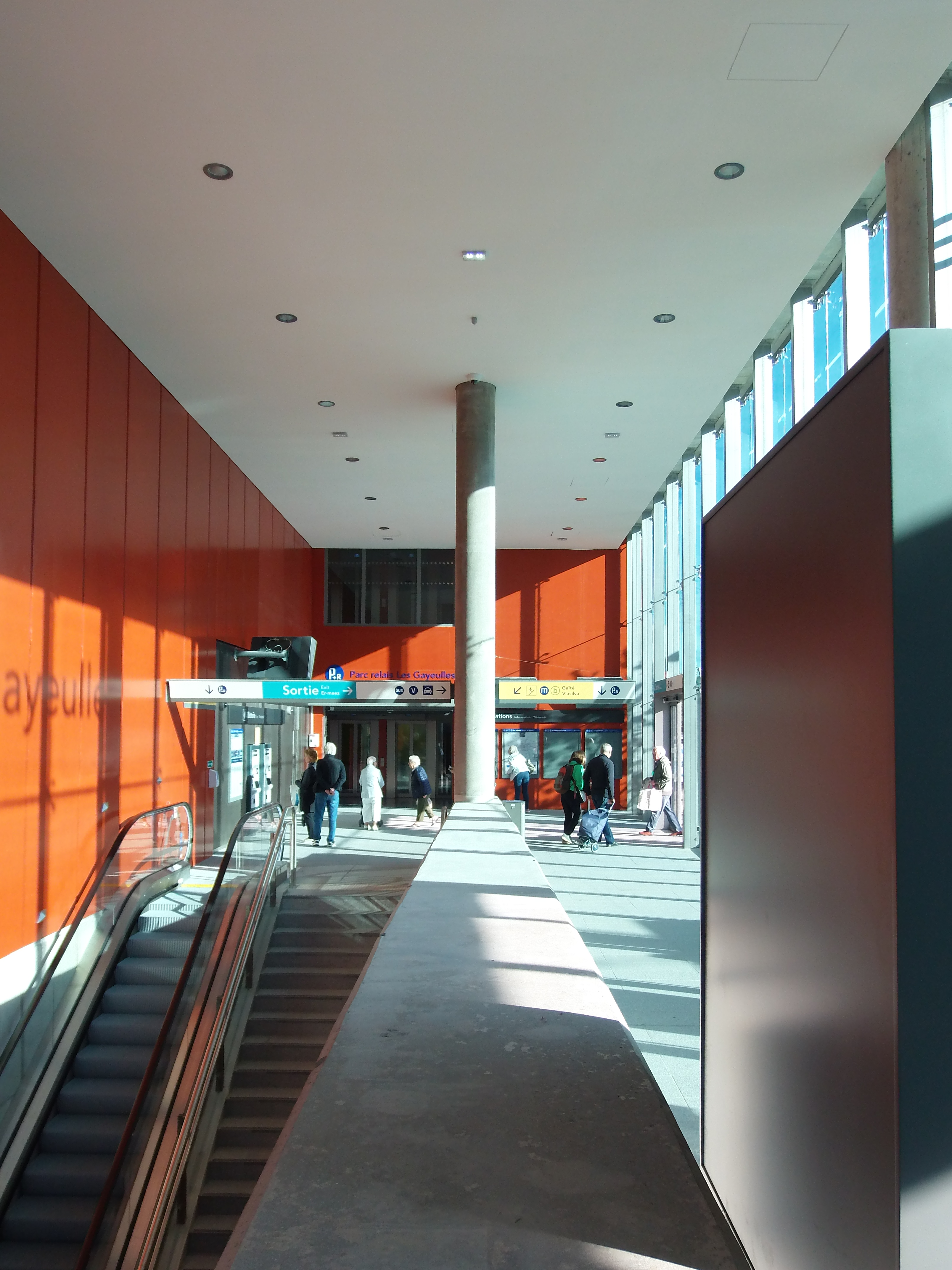
... le hall à l'intérieur de parc relais...
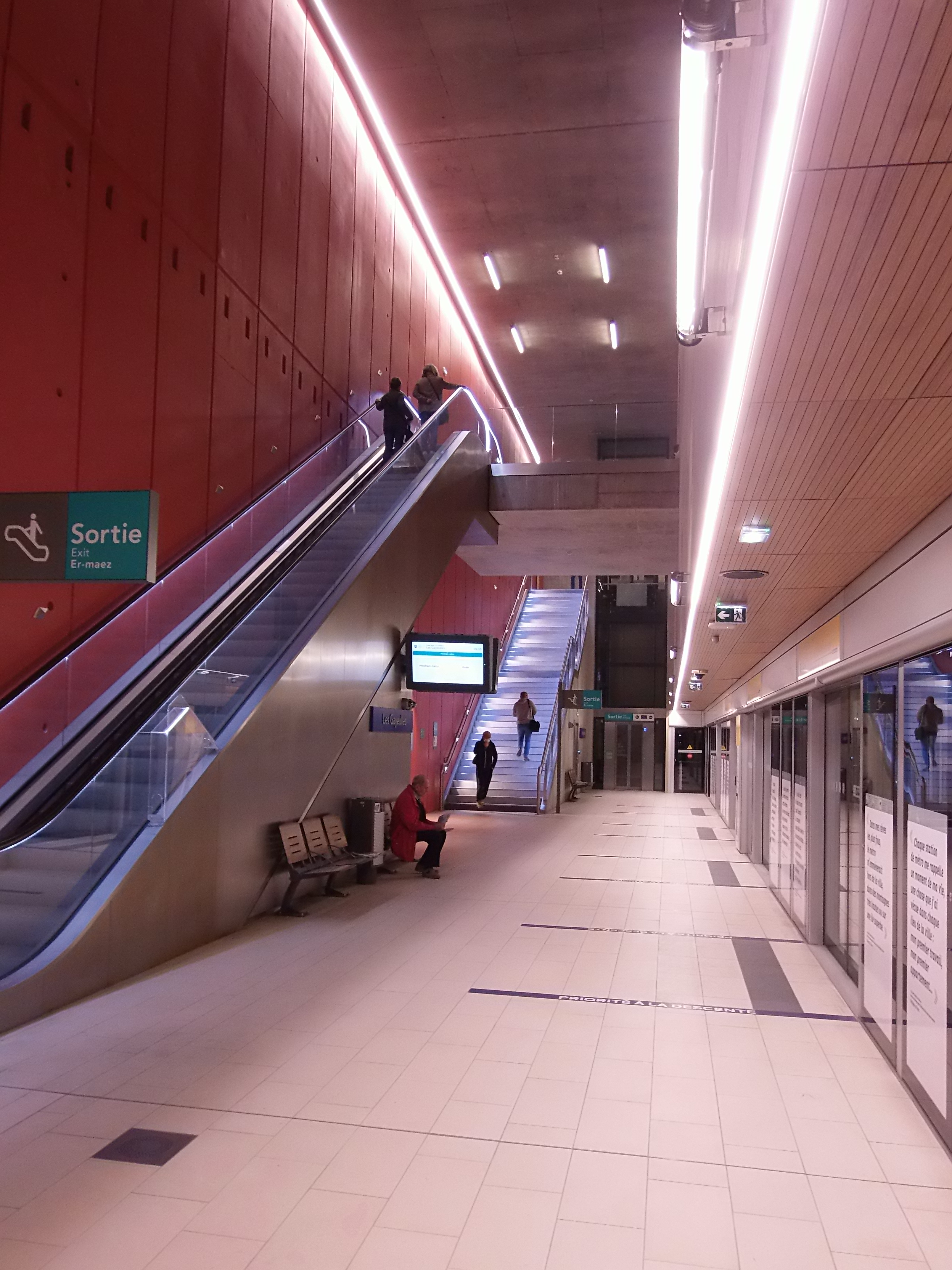
... et les quais.

### Desserte
Les Gayeulles est desservie par les rames qui circulent quotidiennement sur la ligne B, avec une première desserte à 5 h 16 (7 h 21 les dimanches et fêtes) et la dernière desserte à 0 h 37 (1 h plus tard les nuits des jeudis aux vendredis, vendredis aux samedis et des samedis aux dimanches).

### Intermodalité
Un parc relais de près de 400 places voitures et 100 places vélos est construit au-dessus de la station sur cinq niveaux, et elle est accompagnée d'une gare routière destinée aux autobus et autocars, placée au nord-est,, ainsi que des stations STAR, le vélo et Citiz Rennes Métropole,.
Elle est desservie par les lignes de bus 14, 51, 71, 83 et la nuit par la ligne N5 ; elle est également desservie par la ligne 504 du réseau régional BreizhGo,.
La station est un pôle de correspondance majeur pour le nord de l'agglomération. Les lignes qui étaient précédemment en terminus à Sainte-Anne y ont été rabattues.

## À proximité
La station dessert notamment :
- le centre commercial du Gast ;
- le parc des Gayeulles ;
- la patinoire Le Blizz ;
- la piscine des Gayeulles.